# Hyperperfekt tal
Inom matematiken är ett k-hyperperfekt tal ett naturligt tal n för vilka likheten n = 1 + k(σ(n)  − n  − 1) innehar, där σ(n) är sigmafunktionen (det vill säga summan av alla positiva delare av n). Ett hyperperfekt tal är ett k-hyperperfekt tal för något heltal k. Hyperperfekta tal generaliserar perfekta tal, som är 1-hyperperfekta.
De första talen i talföljden av k-hyperperfekta tal är:
6, 21, 28, 301, 325, 496, 697, 1333, 1909, 2041, 2133, 3901, 8128, 10693, 16513, 19521, 24601, 26977, 51301, 96361, 130153, 159841, 163201, 176661, 214273, 250321, 275833, 296341, 306181, 389593, 486877, 495529, 542413, 808861, 1005421, 1005649, 1055833, … (talföljd A034897 i OEIS)
med motsvarande värden för k
1, 2, 1, 6, 3, 1, 12, 18, 18, 12, 2, 30, 1, 11, 6, 2, 60, 48, 19, 132, 132, 10, 192, 2, 31, 168, 108, 66, 35, 252, 78, 132, 342, 366, 390, 168, 348, 282, 498, 540, 546, 59, 12, 378, 438, 4, 222, 336, 18, 660, 138, 798, 810, 528, 450, 75, 252, 150, 948, 162, … (talföljd A034898 i OEIS)
De första hyperperfekta talen som inte är perfekta är:
21, 301, 325, 697, 1333, 1909, 2041, 2133, 3901, 10693, 16513, 19521, 24601, 26977, 51301, 96361, 130153, 159841, 163201, 176661, 214273, 250321, 275833, 296341, 306181, 389593, 486877, 495529, 542413, 808861, 1005421, 1005649, 1055833, 1063141, 1232053, … (talföljd A007592 i OEIS)

## Lista över hyperperfekta tal
I följande tabell visas de första k-hyperperfekta talen för vissa värden på k, tillsammans med länk till nätuppslagsverket över heltalsföljder (OEIS):
| k      | OEIS    | k-hyperperfekt tal                                               |
| ------ | ------- | ---------------------------------------------------------------- |
| 1      | A000396 | 6, 28, 496, 8128, 33550336, …                                    |
| 2      | A007593 | 21, 2133, 19521, 176661, 129127041, …                            |
| 3      |         | 325, …                                                           |
| 4      |         | 1950625, 1220640625, …                                           |
| 6      | A028499 | 301, 16513, 60110701, 1977225901, …                              |
| 10     |         | 159841, …                                                        |
| 11     |         | 10693, …                                                         |
| 12     | A028500 | 697, 2041, 1570153, 62722153, 10604156641, 13544168521, …        |
| 18     | A028501 | 1333, 1909, 2469601, 893748277, …                                |
| 19     |         | 51301, …                                                         |
| 30     |         | 3901, 28600321, …                                                |
| 31     |         | 214273, …                                                        |
| 35     |         | 306181, …                                                        |
| 40     |         | 115788961, …                                                     |
| 48     |         | 26977, 9560844577, …                                             |
| 59     |         | 1433701, …                                                       |
| 60     |         | 24601, …                                                         |
| 66     |         | 296341, …                                                        |
| 75     |         | 2924101, …                                                       |
| 78     |         | 486877, …                                                        |
| 91     |         | 5199013, …                                                       |
| 100    |         | 10509080401, …                                                   |
| 108    |         | 275833, …                                                        |
| 126    |         | 12161963773, …                                                   |
| 132    |         | 96361, 130153, 495529, …                                         |
| 136    |         | 156276648817, …                                                  |
| 138    |         | 46727970517, 51886178401, …                                      |
| 140    |         | 1118457481, …                                                    |
| 168    |         | 250321, …                                                        |
| 174    |         | 7744461466717, …                                                 |
| 180    |         | 12211188308281, …                                                |
| 190    |         | 1167773821, …                                                    |
| 192    |         | 163201, 137008036993, …                                          |
| 198    |         | 1564317613, …                                                    |
| 206    |         | 626946794653, 54114833564509, …                                  |
| 222    |         | 348231627849277, …                                               |
| 228    |         | 391854937, 102744892633, 3710434289467, …                        |
| 252    |         | 389593, 1218260233, …                                            |
| 276    |         | 72315968283289, …                                                |
| 282    |         | 8898807853477, …                                                 |
| 296    |         | 444574821937, …                                                  |
| 342    |         | 542413, 26199602893, …                                           |
| 348    |         | 66239465233897, …                                                |
| 350    |         | 140460782701, …                                                  |
| 360    |         | 23911458481, …                                                   |
| 366    |         | 808861, …                                                        |
| 372    |         | 2469439417, …                                                    |
| 396    |         | 8432772615433, …                                                 |
| 402    |         | 8942902453, 813535908179653, …                                   |
| 408    |         | 1238906223697, …                                                 |
| 414    |         | 8062678298557, …                                                 |
| 430    |         | 124528653669661, …                                               |
| 438    |         | 6287557453, …                                                    |
| 480    |         | 1324790832961, …                                                 |
| 522    |         | 723378252872773, 106049331638192773, …                           |
| 546    |         | 211125067071829, …                                               |
| 570    |         | 1345711391461, 5810517340434661, …                               |
| 660    |         | 13786783637881, …                                                |
| 672    |         | 142718568339485377, …                                            |
| 684    |         | 154643791177, …                                                  |
| 774    |         | 8695993590900027, …                                              |
| 810    |         | 5646270598021, …                                                 |
| 814    |         | 31571188513, …                                                   |
| 816    |         | 31571188513, …                                                   |
| 820    |         | 1119337766869561, …                                              |
| 968    |         | 52335185632753, …                                                |
| 972    |         | 289085338292617, …                                               |
| 978    |         | 60246544949557, …                                                |
| 1050   |         | 64169172901, …                                                   |
| 1410   |         | 80293806421, …                                                   |
| 2772   | A028502 | 95295817, 124035913, …                                           |
| 3918   |         | 61442077, 217033693, 12059549149, 60174845917, …                 |
| 9222   |         | 404458477, 3426618541, 8983131757, 13027827181, …                |
| 9828   |         | 432373033, 2797540201, 3777981481, 13197765673, …                |
| 14280  |         | 848374801, 2324355601, 4390957201, 16498569361, …                |
| 23730  |         | 2288948341, 3102982261, 6861054901, 30897836341, …               |
| 31752  | A034916 | 4660241041, 7220722321, 12994506001, 52929885457, 60771359377, … |
| 55848  |         | 15166641361, 44783952721, 67623550801, …                         |
| 67782  |         | 18407557741, 18444431149, 34939858669, …                         |
| 92568  |         | 50611924273, 64781493169, 84213367729, …                         |
| 100932 |         | 50969246953, 53192980777, 82145123113, …                         |

Det kan bevisas att om k > 1 är ett udda heltal och p = (3k + 1) / 2 och q = 3k + 4 är primtal, då är p2q k-hyperperfekt. Judson S. McCranie förmodade år 2000 att alla k-hyperperfekta tal för udda k > 1 är av denna form, men hypotesen har varken bevisats eller motbevisats än. Det kan också bevisas att om p ≠ q är udda primtal och k är ett heltal sådana att k(p + q) = pq - 1, då är pq k-hyperperfekt.
Det är också möjligt att bevisa att om k > 0 och p = k + 1 är primtal, då resulterar det att för alla i > 1 sådana att q = pi - p + 1 är primtal, och därav är n = pi - 1q k-hyperperfekt. Följande tabell listar de kända värdena för k och motsvarande värden på i för vilket n är k-hyperperfekt:
| k   | OEIS    | Värde av i                  |
| --- | ------- | --------------------------- |
| 16  | A034922 | 11, 21, 127, 149, 469, …    |
| 22  |         | 17, 61, 445, …              |
| 28  |         | 33, 89, 101, …              |
| 36  |         | 67, 95, 341, …              |
| 42  | A034923 | 4, 6, 42, 64, 65, …         |
| 46  | A034924 | 5, 11, 13, 53, 115, …       |
| 52  |         | 21, 173, …                  |
| 58  |         | 11, 117, …                  |
| 72  |         | 21, 49, …                   |
| 88  | A034925 | 9, 41, 51, 109, 483, …      |
| 96  |         | 6, 11, 34, …                |
| 100 | A034926 | 3, 7, 9, 19, 29, 99, 145, … |